# リーランド・D・メルビン

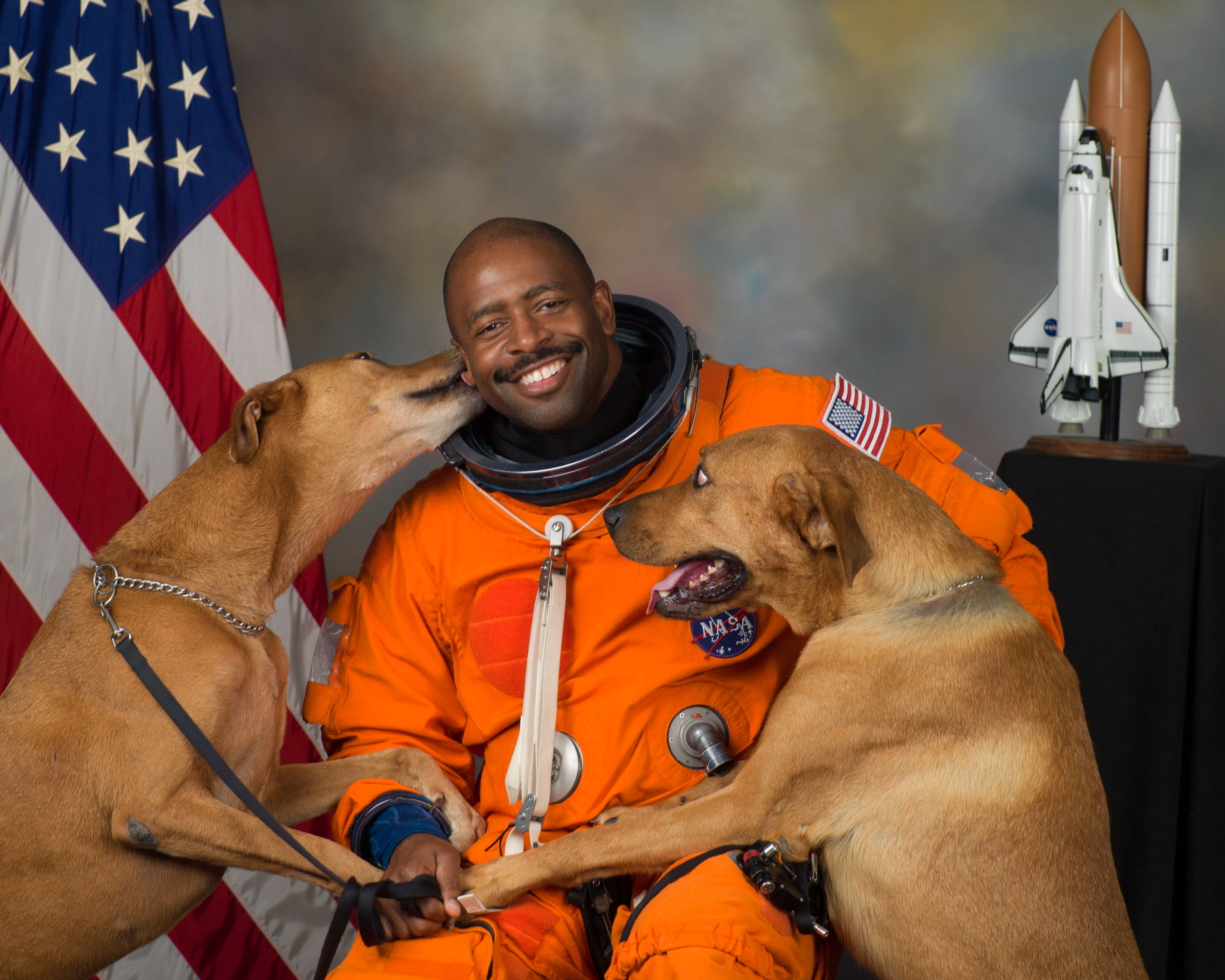
メルビンと二頭の愛犬スカウトとジェイク

リーランド・D・メルビン（Leland Devon Melvin、1964年2月15日 - 、バージニア州リンチバーグ）は、アメリカ人のエンジニアでNASAの元宇宙飛行士である。
メルビンは、STS-122のミッションスペシャリストとして、またSTS-129のミッションスペシャリスト1として、スペースシャトルアトランティスに搭乗した。 Melvinは2010年10月にNASAの教育担当アソシエイト管理者に指名された。

## バイオグラフィー
リッチモンド大学で化学の学士号を取得した。1989年にバージニア大学で材料科学工学の理学修士号を取得した。

### アメリカンフットボール選手として
NASAの宇宙飛行士となる前は、アメリカンフットボールの選手であった。
1997年にリッチモンド大学リッチモンドスパイダースの選手としてスポーツ殿堂に選出された。1986年のNFLドラフトにて、デトロイト・ライオンズから11巡目にワイドレシーバーとして指名された。しかし、太腿筋肉ハムストリングの故障に複数回悩まされ、入退団（トロント・アルゴノーツ、ダラス・カウボーイズ）を繰り返し、プロとしての活躍は断念した。

### NASAでの活動
1996年、NASAのラングレー研究所で非破壊検査の分野の研究を行い宇宙機の損傷を感知する光ファイバーセンサーを開発した。
宇宙飛行士として、STS-122 （2008年2月7日から20日）、STS-129（2009年11月16日から29日）に参加した。
宇宙遊泳の訓練中に、耳に怪我をして、多少回復したものの左耳の聴覚に障害がある。
2010年10月、NASAの教育担当アソシエイト管理者となった。2014年2月にNASAを退職した。

## 出演
ナショナルジオグラフィックの宇宙解説など複数の番組に出演している。
- 高いIQを持つ子供達が知識を競い合うリアリティ番組Child Genius（英語版）のナレーションを担当した。

## 作品
- 『Chasing Space: An Astronaut's Story of Grit, Grace, and Second Chances』（2017） - 回想録。
- 『Chasing Space: Young Reader's Edition』（2017） - 児童向け回顧録。

## ギャラリー

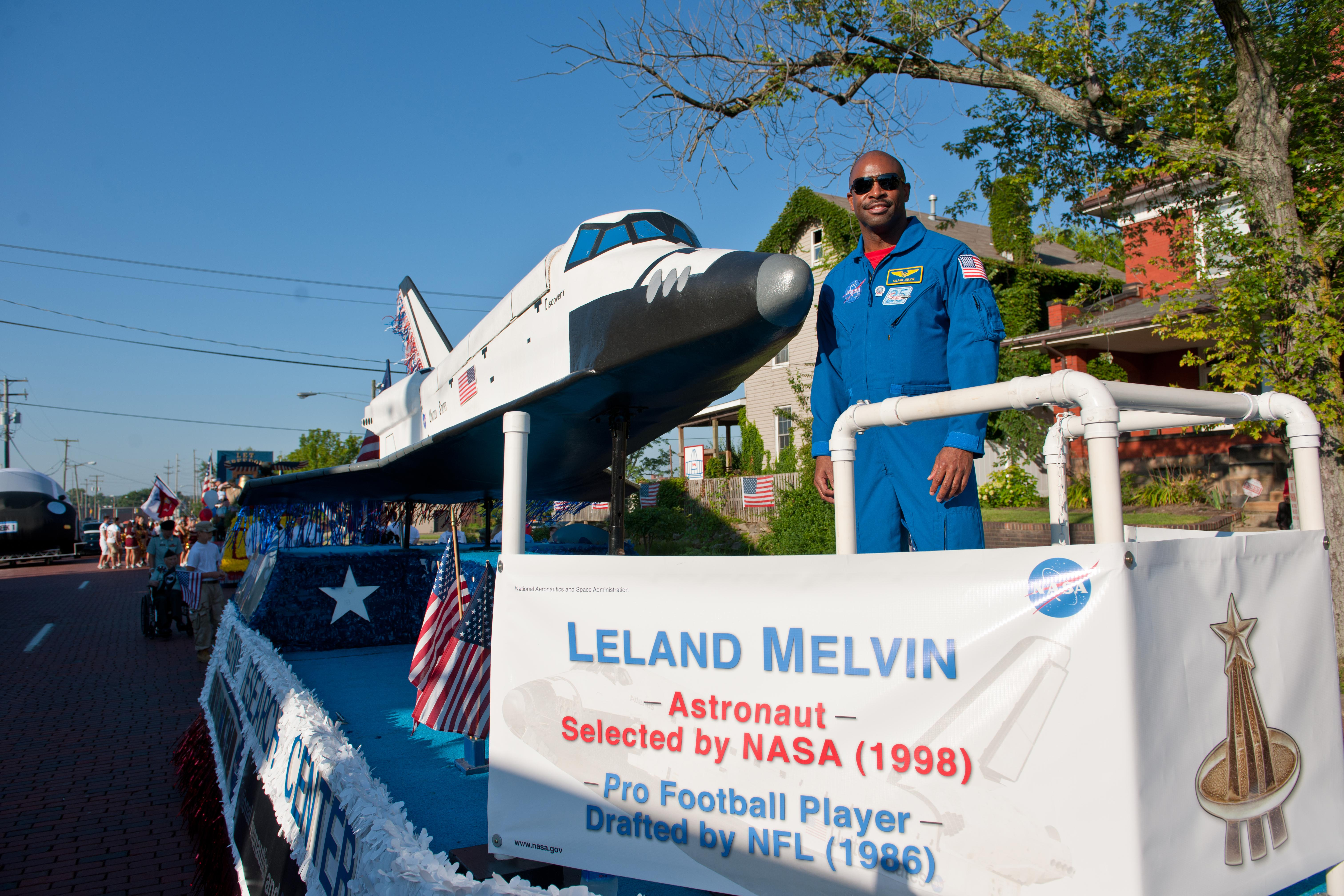
2010年プロフットボール殿堂フェスティバル・ティムケン・グランドパレードでNASAグレン研究センターのフロートに搭乗するメルビン
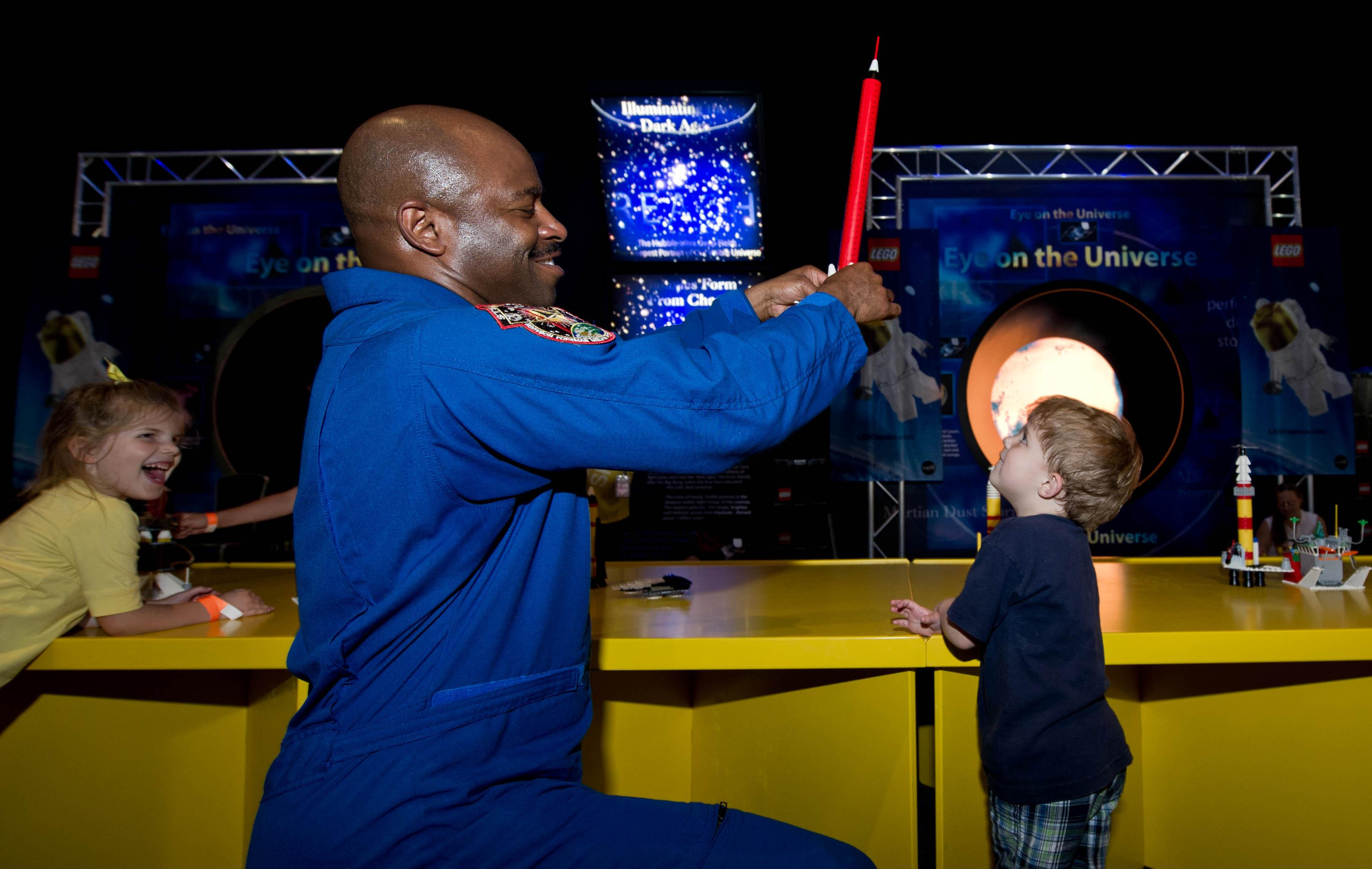
ケネディ宇宙センターのビジターズ・コンプレックスでレゴが主催したBuild the Futureにて、宇宙飛行士希望者とレゴの宇宙船を打ち上げる様子。
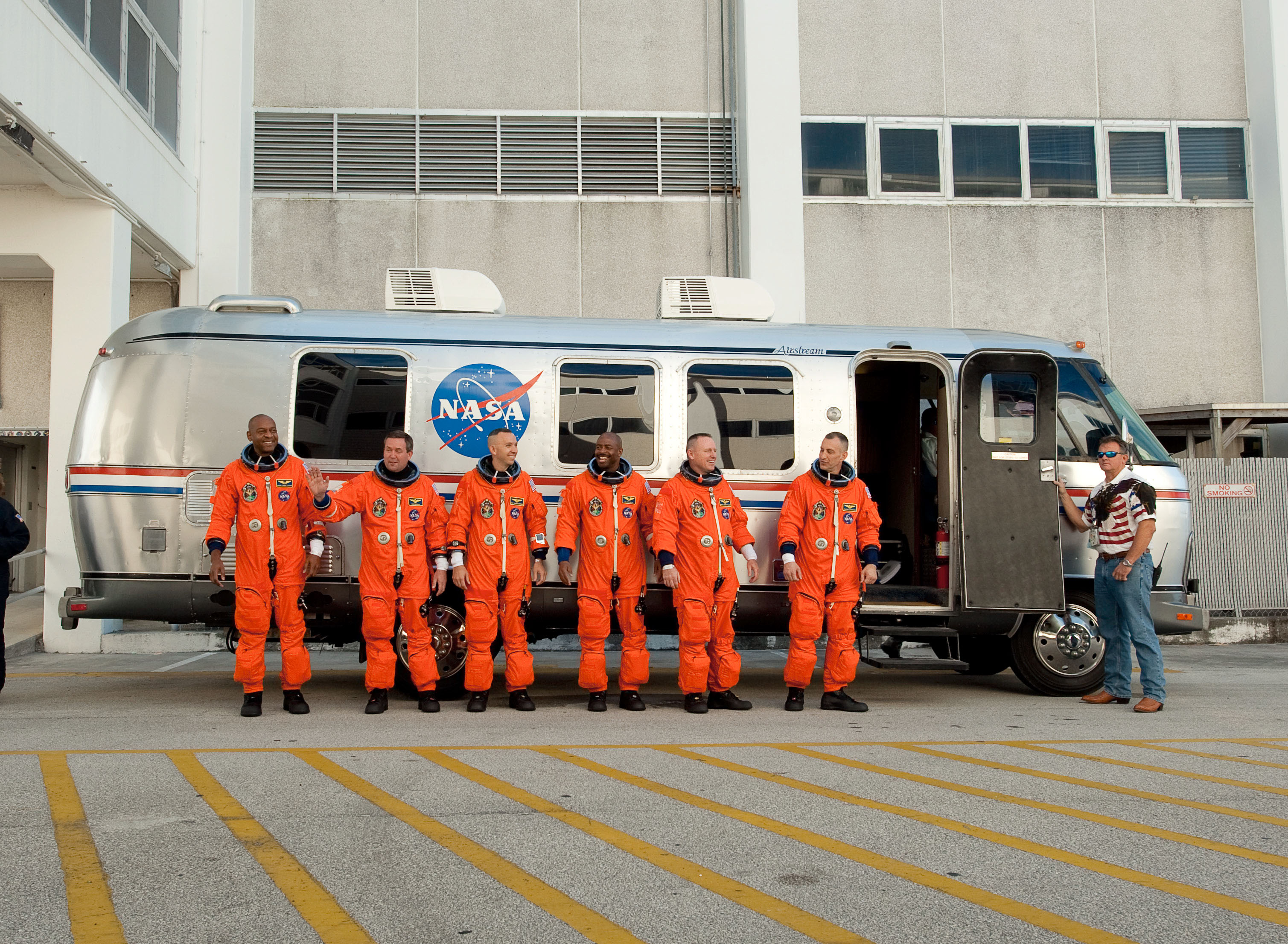
STS-129メンバーとアストロバン
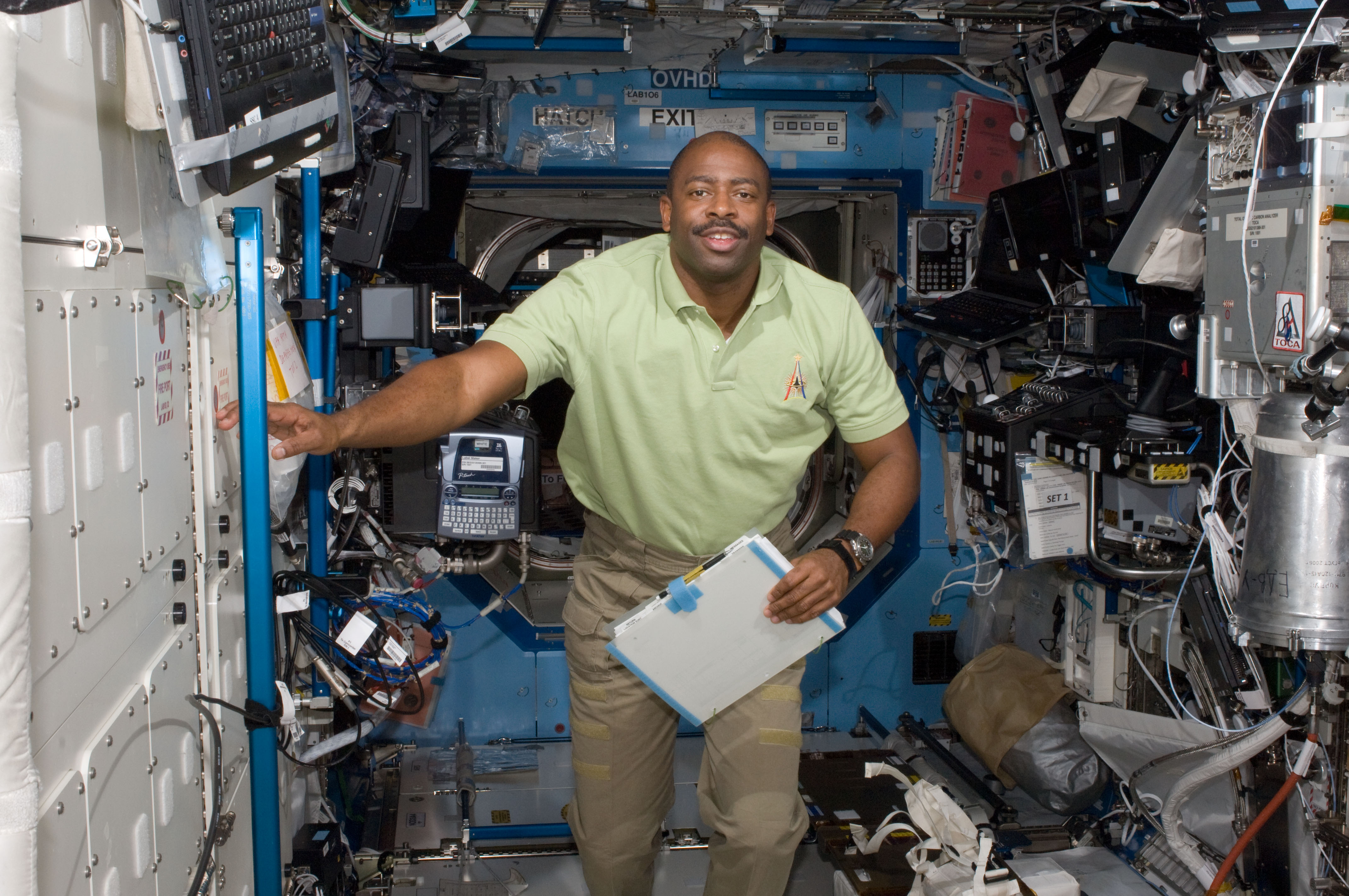
ISSのデスティニーラボでの様子。
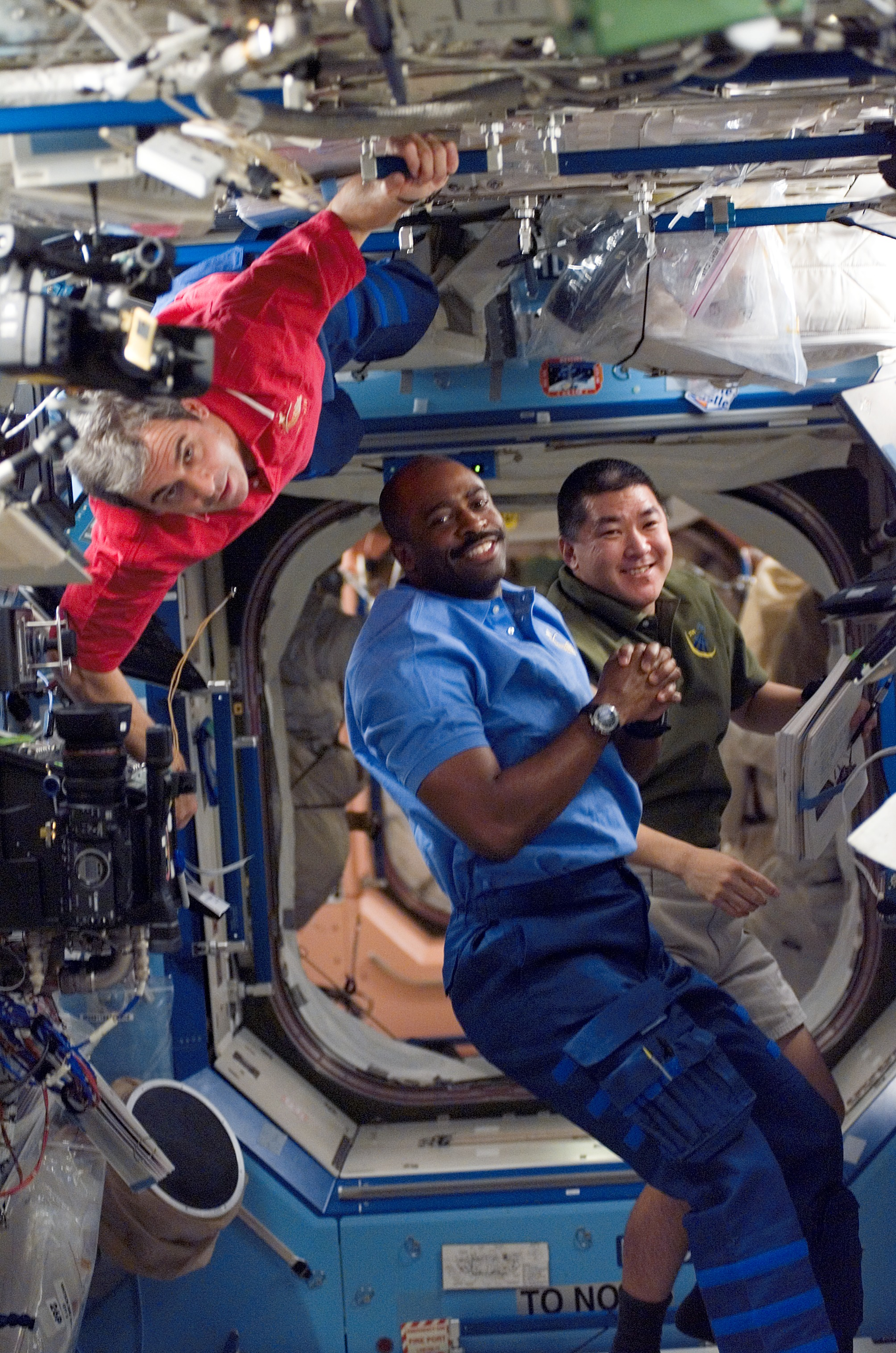
STS-122ミッションでの様子。
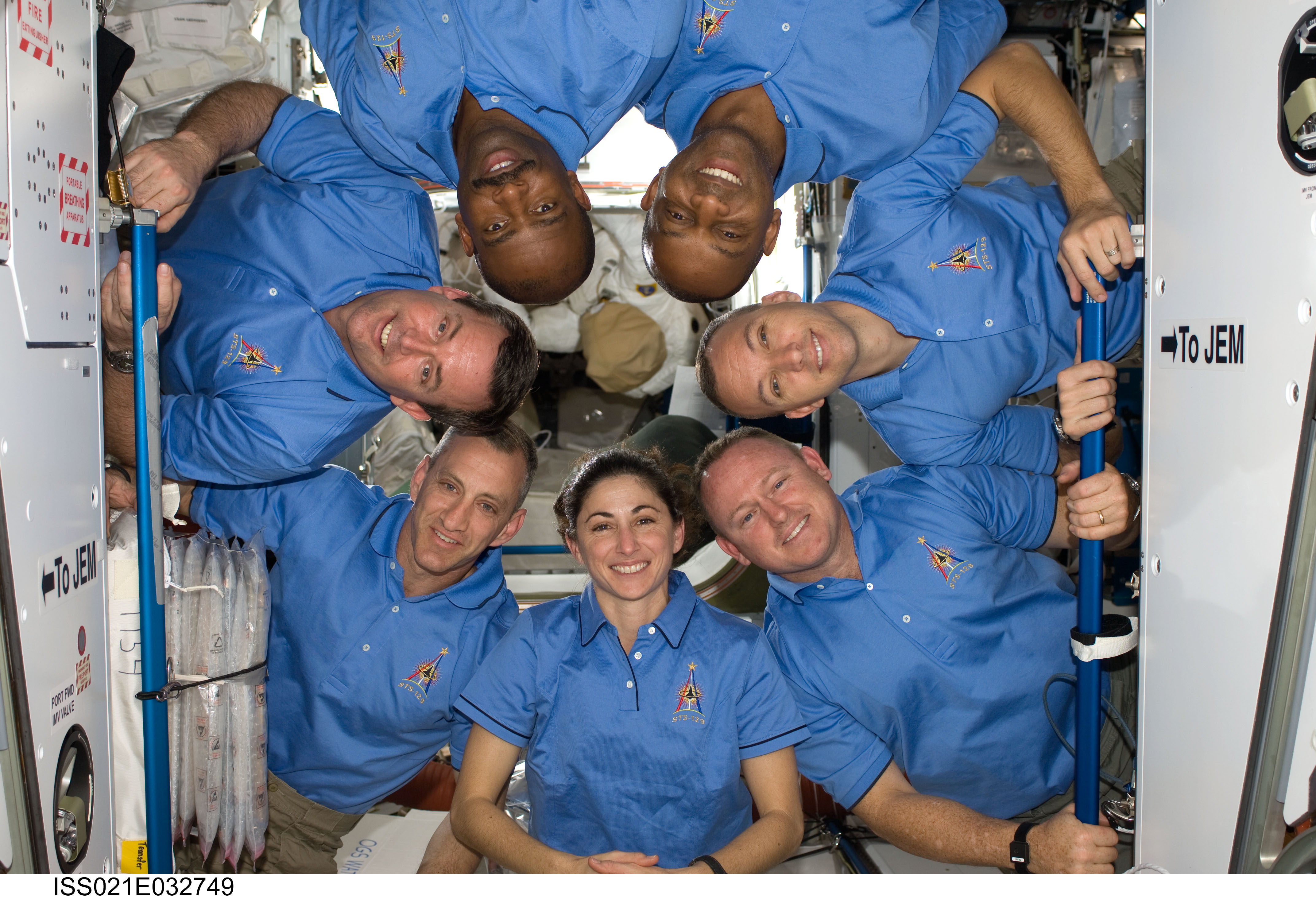
ISSのノード2に集まったSTS-129メンバー